# Vila Longa
Vila Longa ist ein Ort und eine ehemalige Gemeinde (Freguesia) im portugiesischen Kreis Sátão. Die Gemeinde hatte 186 Einwohner (Stand 30. Juni 2011).
Am 29. September 2013 wurden die Gemeinden Vila Longa, Romãs und Decermilo zur neuen Gemeinde União das Freguesias de Romãs, Decermilo e Vila Longa zusammengeschlossen.